# ISAS
ISAS (japánul: 宇宙科学研究所 (ucsú kagaku kenkjúso) / Institute of Space and Astronautical Science) Űr- és Asztronautikai Intézmény.

## Története
A korai japán kutatórakéta és műhold programot a Tokiói Városi Egyetem hajtotta végre. Az 1950-es években az egyetemen Itokava Hideo kísérletezett miniatűr szilárd tüzelőanyagú rakéták fejlesztésével. A kísérletezés vezetett a Kappa (K) hordozórakéta sorozat megépítéséhez. 1960-ban Kappa–8 (K–8) hordozórakéta elérte a 200 kilométeres magasságot. 1964-ig az egyetemen irányítása alatt a rakéta csoport (Institute of Aeronautics) és a tudományos ballonos csapat tevékenykedett.
Az egyetem 1964-ben megalakította az ISAS-t, az Intézet 1981-ben, az egyetemi rendszer reformjaként vált egyetemközi nemzeti független szervezetté. Az ISAS hatáskörébe tartozott a mesterséges holdak tervezése és konstrukciója, aerodinamikai, űrelektronikai és hajtóanyag vizsgálatok. A Kappa továbbfejlesztésével megépítették a Lambda, a Mu és az M-5 hordozórakétákat, valamint a japán kutatóműholdak és űrszondák nagy részét. A Lambda rakéták csak rakétaszondák voltak, a következő generációs M (Mu) rakéták alkalmassá váltak műholdak szállítására.
2003. október 1-jén a három korábbi, önálló űrtevékenységet folytató nemzeti űrhajózási szervezetek, a NASDA (National Space Development Agency/Japán Nemzeti Űrfejlesztési Hivatal), az ISAS és a NAL (National Aerospace Laboratory/Japán Nemzeti Légtér- és Világűr Laboratórium) egyesítésével, létrehozták a JAXA-t (Japanese Aerospace Exploration Agency) Japán nemzeti űrügynökségét, aminek központja Tanegasima szigetén van.